# 茅ヶ崎ライブ
『サザンオールスターズ 茅ヶ崎ライブ』（サザンオールスターズ ちがさきライブ）は、サザンオールスターズが2000年8月19日と8月20日に、茅ヶ崎公園野球場で開催した野外ライブ。

## 解説
1999年のサザンの年越しライブ『晴れ着 DE ポン』にて桑田佳祐が「来年の目標」として、地元茅ヶ崎市でのライブの開催を熱望する発言をした。これまで茅ヶ崎で大規模なライブが行われたことは皆無であり、茅ヶ崎公園野球場の周囲には住宅が隣接しており、実現は難しいと思われていたが、この発言を受けて2月末にボランティアで70人の茅ヶ崎市民の有志が"茅ヶ崎にサザンを呼ぼう! 市民の声 実行委員会"を結成し街頭で署名運動を行い、約5万人の署名が集まった。3月9日に署名簿とコンサート開催の要望書が行政に届けられ、添田高明茅ヶ崎市長（当時）がこれを受理し、桑田の功績を讃えたうえでライブの開催に協力することを表明。コンサート会場の確保や、周辺の交通整理などで協力を惜しまない考えを示した。
同年4月には添田、茅ヶ崎商工会議所会頭、湘南祭実行委員会実行委員長らが所属事務所のアミューズを訪れて正式にコンサートの開催を申し入れ、同社と桑田が快諾したことで晴れて茅ヶ崎ライブの開催が決定。開催とチケットの発売が一般に告知された。チケットは一般販売のほか、茅ヶ崎市民優先販売を実施。これは茅ヶ崎ライブがメンバーにとってもファンにとっても特別なものであることと、ライブを実現するにあたって茅ヶ崎市民の協力なしではあり得なかったことを考慮したもので、地元のバックアップが大いに働くこととなった。また、当時茅ヶ崎市はこのライブのために市営野球場の使用料を通常の10分の1に大幅減額する条例改正を行っている。なお、このライブの影響力に関連し、開催に尽力した添田茅ヶ崎市長がチケットを入手出来なかったというエピソードを桑田やボランティアスタッフが語っている。
開催前日の8月18日にはゲネプロを一部ファンクラブ会員に公開している。
開催当日には茅ケ崎駅の周辺にはライブを祝う横断幕が揚げられており、街全体が成功を祈る機運に包まれ、社会現象として記事や番組で取り上げられた。このライブではオープニング実況に辻よしなり、聖火ランナーとして小川直也が登場。アミューズの後輩の福山雅治が開会宣言を行い、近くの海から花火が上がった。ライブ中には添田高明茅ヶ崎市長（当時）・桑田が幼い頃から通ったパン屋「清月」のおばちゃん・徳光和夫・加山雄三・ダメダメボーイズ（明石家さんま、ココリコ、清水圭、今田耕司、村上ショージ）といった桑田とゆかりのある人物からのコメントVTRも上映された。
当日は会場外にチケットを持たないファンが音だけでも聴こうと大勢集まった。2日目は地元主催で海岸に大型スクリーンが設置され、そこでもさながらライブ会場のような盛り上がりとなり、ボランティアによる交通整理やゴミ拾い運動なども行われるなど、多くのファンや茅ヶ崎市民に支えられていた。桑田は最後の曲となった「心を込めて花束を」を歌う直前に「茅ヶ崎に生まれて良かったです!!」と感謝の言葉を叫んでいる。
2日目のライブの模様は、WOWOWにて完全生中継され、DTIでインターネット中継も行われた。

## 演奏曲
※曲順は公式サイト参照。
1. 希望の轍
2. いなせなロコモーション
3. みんなのうた
MC
4. 茅ヶ崎に背を向けて
5. YOU
6. 海
7. 涙のキッス
8. 夏をあきらめて
9. C調言葉に御用心
10. チャコの海岸物語
11. 思い過ごしも恋のうち
12. 気分しだいで責めないで
13. 勝手にシンドバッド
MC
14. 鎌倉物語
15. NO-NO-YEAH/GO-GO-YEAH
16. 爆笑アイランド
17. イエローマン 〜星の王子様〜
MC
18. 虫歯のブルース 〜 インディアン狂想曲 [MEDLEY]
19. SE ～ 通りゃんせ
20. 愛の言霊 〜Spiritual Message〜
MC・桑田とゆかりのある人物からのコメントVTR
21. メロディ (Melody)
22. 冷たい夏
23. SEA SIDE WOMAN BLUES
24. ラチエン通りのシスター
25. 真夏の果実
26. TSUNAMI
27. HOTEL PACIFIC
28. SE ～ ミス・ブランニュー・デイ
29. マチルダBABY
30. フリフリ'65
31. ボディ・スペシャルII
32. マンピーのG★SPOT

ENCORE
1. LOVE AFFAIR 〜秘密のデート〜
2. 夕方 HOLD ON ME
3. いとしのエリー
MC
4. 心を込めて花束を

## 参加ミュージシャン
- サザンオールスターズ
  - 桑田佳祐:Vocal & Guitars[13]
  - 大森隆志:Guitars[13]
  - 関口和之:Bass[13]
  - 松田弘:Drums[13]
  - 原由子:Keyboards & Vocal[13]
  - 野沢秀行:Percussion[13]

- サポートミュージシャン
  - 片山敦夫:Keyboards[13]
  - 清水美恵:Chorus[13]
  - 包国充:Saxophone & Flute[13]
  - 山本拓夫:Saxophone[13]
  - 荒木敏男:Trumpet[13]
  - 村田陽一:Trombone[13]

## その他
- 本ライブの名称は「サザンオールスターズ 茅ヶ崎ライブ」であり、公式にはサブタイトルをつけていなかったが[4][5][3]、後述の緊急ネット企画との混同もあり、一部文献では「茅ヶ崎ライブ 〜あなただけの茅ヶ崎〜」とも表記されている[1]。当時の公式サイト上では本ライブの開催に伴い「残念ながら茅ケ崎という地でライブを体験出来ない方々へ向けて何か発信できないだろうか」という思いから緊急ネット企画『サザンオールスターズ茅ヶ崎ライブ あなただけの茅ヶ崎…』が開設されていた[14]。
- 『サザンオールスターズ茅ヶ崎ライブ あなただけの茅ヶ崎…』ではライブの模様や舞台裏を「デジカメレポート!!」と題して写真に収めて公開していた[15]。
- 同年9月28日にはこのライブをモチーフにした後藤理沙主演のドラマ『めぐる夏』がフジテレビで放送された[2]。
- 同年11月1日に発売された46作目のシングル「この青い空、みどり 〜BLUE IN GREEN〜」にはこのライブで歌った「心を込めて花束を」（CD・アナログ盤共通）と「いなせなロコモーション」（アナログ盤のみ）の音源が収録された[2]。
- 2001年1月17日にはこのライブの写真と桑田のロングインタビューが掲載された写真集が発売された[2]。
- このライブは全編の商品化はされていないが、「マンピーのG★SPOT」に関しては2004年に発売されたミュージック・ビデオ集『ベストヒットUSAS (Ultra Southern All Stars)』に収録された[16]。
- 2008年に制作された「勝手にシンドバッド」のミュージック・ビデオにはこのライブで歌唱した映像も組み込まれている。2019年に発売されたミュージック・ビデオ集『21世紀の音楽異端児 (21st Century Southern All Stars Music Videos)』完全生産限定盤にボーナス・トラックとして収録された[17]。
- このライブと「この青い空、みどり 〜BLUE IN GREEN〜」のプロモーション活動をもってギターの大森隆志が休養し、年末の活動を欠席。その後2001年8月に脱退したため、結果的に6人編成最後のライブとなった[2][18]。
- 2013年8月31日・9月1日には『灼熱のマンピー!! G★スポット解禁!!』の茅ヶ崎公演をこのライブと同じ会場で実施した。この模様は同ライブのDVD・Blu-rayにも収録された[19]。
- 2023年9月27日・28日、9月30日・10月1日の4日間には、サザンデビュー45周年記念イベントの一環として『茅ヶ崎ライブ2023』が同野球場にて開催され、2024年2月3日にNetflixにて期間限定で先行配信され、同年3月20日には映像ソフトとして発売された[20][21][22][23][24]。